# Ulf Wellner
Ulf Wellner (* 1977 in Hannover) ist ein deutscher Kirchenmusiker und Musikwissenschaftler.

## Ausbildung
Ulf Wellner begann seine musikalische Ausbildung beim Knabenchor Hannover. Als Schüler legte er die C-Prüfung für nebenamtliche Kirchenmusiker ab. Er studierte Kirchenmusik bei Arvid Gast, Volker Bräutigam und Horst Neumann in Leipzig. Ein Auslandssemester verbrachte er in Antwerpen bei Joris Verdin. 2003 legte er das A-Examen ab. Er besuchte Meisterkurse bei Ton Koopman, Andrea Marcon und Michael Radulescu.  2008 wurde er zum Dr. phil. mit einer Arbeit über Michael Praetorius promoviert.

## Berufstätigkeit
Von 2004 bis 2005 leitete er vertretungsweise den Leipziger Universitätschor. Ab 2009 versah er die Kirchenmusikerstelle an der Jacobikirche in Lübeck. 2013 wurde er an die Martinikirche in Minden berufen. 2015 übernahm er eine Dozentur für Musikgeschichte an der Hochschule für Kirchenmusik der Evangelischen Kirche von Westfalen. 2023 wurde er als Nachfolger von Joachim Vogelsänger zum Kirchenmusiker an St. Johannis in Lüneburg gewählt.

## Schriften
- Die Titelholzschnitte in den Drucken des Michaël Prætorius Creutzbergensis. 2 Bände,  Georg Olms Verlag, 2022.

## Tondokumente
- Johann Sebastian Bach: Clavierübung III – The Chorales. Bálint Karosi (organ), Canto Armonico, Ulf Wellner und Cheryl Ryder (directors), 2 CDs Hungaroton 2014